# فلفل أسود
الفلفل الأسود أو الفلفل الأكحل أو الإبزار أو فلفل عجمي (الاسم العلمي: Piper nigrum) هي نبتة متسلقة من نباتات الكرمة المزهرة في الأسرة الفلفلية، تُزرع من أجل ثمارها، ومغطاة البذور، والتي تجفف عادة وتستخدم كمنكه للأكل وكتوابل أيضا. وتعتبر مناطق جنوب الهند المصدر الطبيعي للفلفل الأسود ولا سيما ولاية كارناتاكا.
عادةً ما يتم تجفيفها واستخدامها كأداة من التوابل وثمار التوابل، والمعروفة باسم الفلفل عندما تجفف، ما يقرب من 5 مليمتر (0.20 بوصة) في القطر، الأحمر الداكن عندما تنضج تماما، ومثل جميع الحسلات ، تحتوي على واحدة من البذور. حبوب الفلفل، والفلفل المطحون المستخلص منها، ويمكن وصفها ببساطة بأنها الفلفل، أو بصورة أكثر دقة، الفلفل الأسود (المطبوخة والفواكه المجففة غير الناضجة)، الفلفل الأخضر (الفواكه المجففة غير الناضجة) والفلفل الأبيض (بذور ثمار ناضجة).
الفلفل الأسود موطنه في جنوب الهند، وعلى نطاق واسع المزروعة هناك وفي أماكن أخرى في المناطق الاستوائية . فيتنام هو حاليا أكبر منتج ومصدر للفلفل في العالم، وتنتج 34٪ من محاصيل العالم من  بايبر نيجرم  اعتبارا من عام 2008.
وقد استخدم مسحوق الفلفل المجفف منذ العصور القديمة على حد سواء لنكهته ونتيجة للطب التقليدي . الفلفل الأسود هو الأكثر تداولا من أنواع التوابل في العالم. وهو واحد من التوابل الأكثر شيوعا يضاف إلى المطبخ الأوروبي وما يتبعه. إن المحتوى من البهارات والتوابل في الفلفل الأسود تعزى إلى مادة كيميائية بيبيرين، وينبغي عدم الخلط بينه وبين الكابسايسين الذي يعطي الفلفل نكهته الحامية. ومن كل مكان في العالم الحديث باعتبارها توابل، وغالبا ما يقترن بالملح.

## أصل الأسم
تعود كلمة "pepper" إلى الإنجليزية القديمة pipor، واللاتينية piper، واليونانية πέπερι. يُرجَّح أن أصل الكلمة في اليونانية يعود إلى كلمة درافيدية pippali، والتي تعني "الفلفل الطويل". تشترك الكلمة السنسكريتية pippali في نفس المعنى.
في القرن السادس عشر، بدأ الناس باستخدام كلمة "pepper" للإشارة أيضًا إلى الفلفل الحار القادم من العالم الجديد (جنس Capsicum)، والذي لا يرتبط ارتباطًا وثيقًا بالفلفل التقليدي.

## التركيب
يحتوي الفلفل على زيوت طيارة وأهم مركب فيها مركب الفلاندرين و الديبيتين، بالإضافة إلى الكارين؛ وتعود رائحة الفلفل المميزة إلى هذا الزيت، كما تحتوي على شبه قلوي يعرف باسم ببرين ويعود الطعم الحار للفلفل إلى هذا المركب، كما يحتوي على بروتين ونشاء.

## النبتة
نبات الفلفل هو كرمة خشبية معمرة يصل ارتفاعها إلى 4 أمتار (13 قدمًا) عند دعمه بأشجار أو أعمدة أو تعريشات. وهو نبات متسلق ينتشر بسهولة حيث تلامس السيقان الزاحفة الأرض. أوراقه متناوبة وكاملة، يتراوح طولها بين 5 إلى 10 سم (2.0 إلى 3.9 بوصة) وعرضها بين 3 إلى 6 سم (1.2 إلى 2.4 بوصة). أزهاره صغيرة وتنمو في عناقيد متدلية طولها بين 4 إلى 8 سم (1.6 إلى 3.1 بوصة) عند عقد الأوراق، ويمكن أن تطول العناقيد لتصل إلى 7 إلى 15 سم (2.8 إلى 5.9 بوصة) مع نضج الثمار.

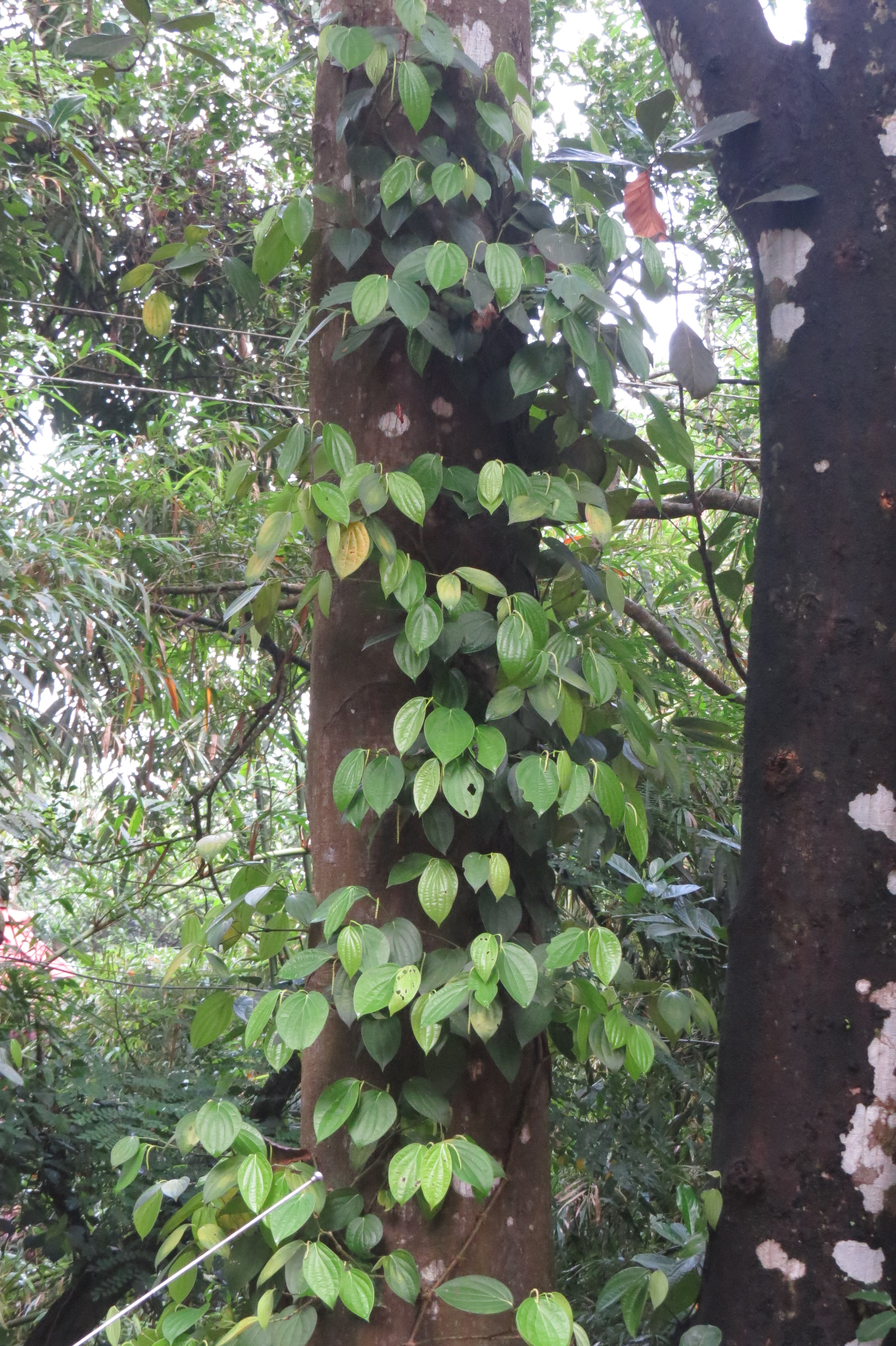
تسلق كرمة الفلفل الأسود على شجرة جاكفروت (Artocarpus heterophyllus)

يمكن زراعة الفلفل في تربة ليست جافة جدًا ولا عرضة للغمر بالمياه، ويُفضل أن تكون رطبة، جيدة التصريف، وغنية بالمواد العضوية. لا تنمو الكروم بشكل جيد فوق ارتفاع 900 متر (3000 قدم) عن مستوى سطح البحر. تُزرع النباتات عن طريق عُقَل يبلغ طولها حوالي 40 إلى 50 سم (16 إلى 20 بوصة)، تُربط بالأشجار المجاورة أو الهياكل الداعمة بمسافات تبلغ حوالي مترين (6 أقدام و7 بوصات) بين كل نبتة وأخرى؛ وتُفضل الأشجار ذات اللحاء الخشن لأنها تُساعد النبات على التسلق بسهولة. تُزال النباتات المنافسة، مع ترك أشجار كافية لتوفير الظل وضمان التهوية. تُغطى الجذور بغطاء عضوي من الأوراق والسماد، وتُقص البراعم مرتين في السنة. في التربة الجافة، تحتاج النباتات الصغيرة إلى الري كل يومين خلال الموسم الجاف في السنوات الثلاث الأولى. تُثمر النباتات من السنة الرابعة أو الخامسة، وتستمر عادةً في الإنتاج لمدة سبع سنوات. تُختار العُقل بعناية من المستنبتات لتحقيق إنتاجية وجودة عالية للثمار.

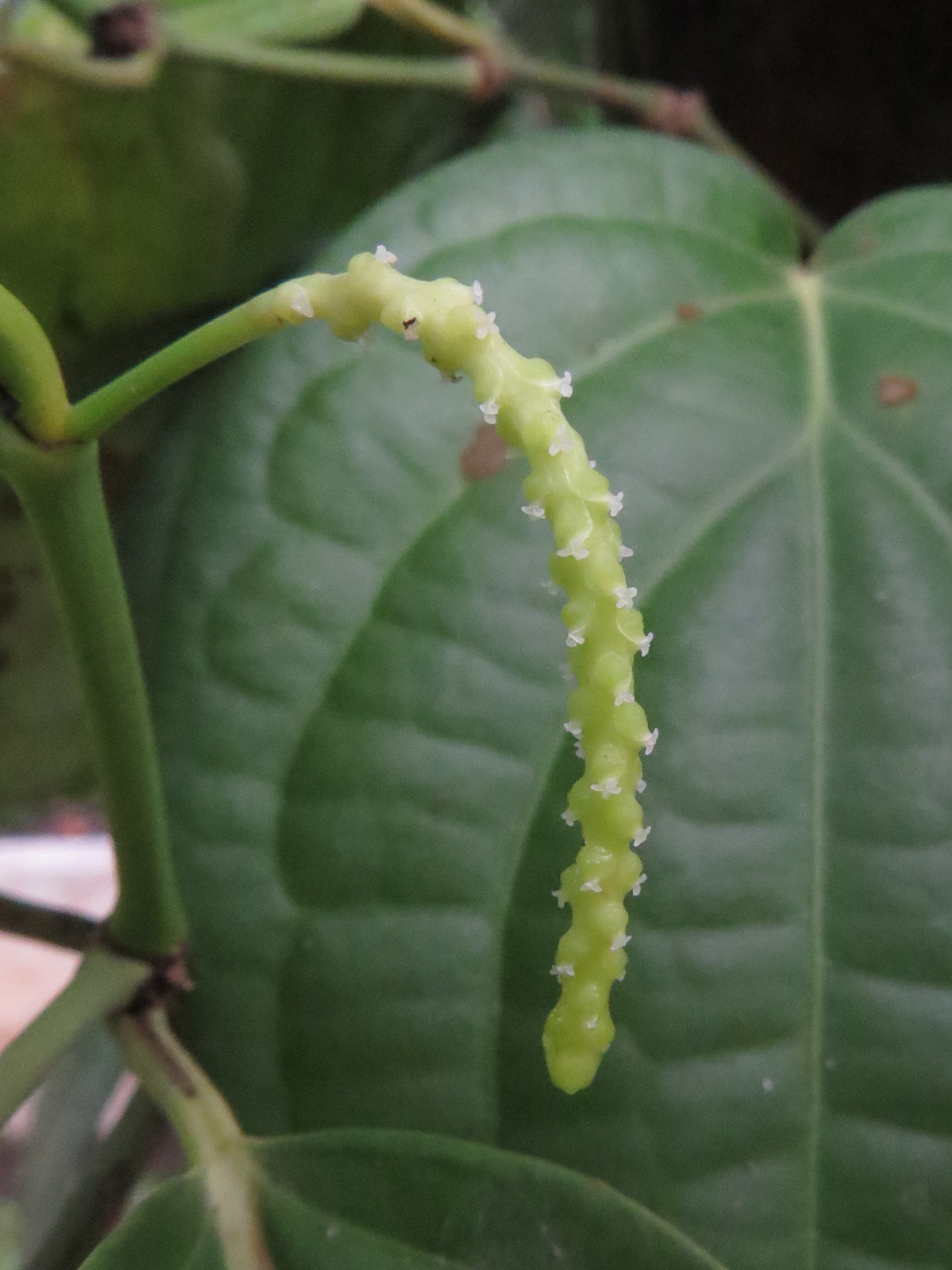
غصن واحد مع الزهور.

تحمل الساق الواحدة بين 20 إلى 30 عنقودًا مثمرًا. يبدأ الحصاد بمجرد أن يتحول لون ثمرة أو اثنتين عند قاعدة العناقيد إلى الأحمر، وقبل أن تنضج الثمار تمامًا وتصبح طرية؛ إذا تُركت الثمار لتنضج بالكامل تفقد حدتها وتسقط في النهاية. تُجمع العناقيد وتُجفف تحت أشعة الشمس، ثم تُفصل حبوب الفلفل عن العناقيد.
يعود موطن الفلفل الأسود الأصلي إما في جنوب شرق آسيا أو جنوب آسيا. وهو من أقرب الأنواع في الجنس Piper إلى الأنواع الآسيوية الأخرى مثل P. caninum.
ينمو الفلفل البري في منطقة الغات الغربية في الهند. حتى القرن التاسع عشر، كانت الغابات تحتوي على كروم فلفل بري واسعة النطاق، كما أشار الطبيب الأسكتلندي فرانسيس بوشنان هاميلتون (وهو أيضًا عالم نبات وجغرافيا) في كتابه رحلة من مدراس عبر بلاد ميسور وكانارا ومالابار (المجلد الثالث). ومع ذلك، أدت إزالة الغابات إلى قصر نمو الفلفل البري على بقع غابية محدودة تمتد من غوا إلى كيرالا، مع تناقص المصدر البري تدريجيًا نتيجة لتحسين جودة وإنتاجية الأنواع المزروعة. لم تُحقق أي محاولات ناجحة لتطعيم الفلفل التجاري على الفلفل البري حتى الآن.

## الأنواع
تأتي حبوب الفلفل المعالجة بمجموعة متنوعة من الألوان، ويمكن استخدام أي منها في تحضير الطعام، خاصة في صلصة الفلفل.

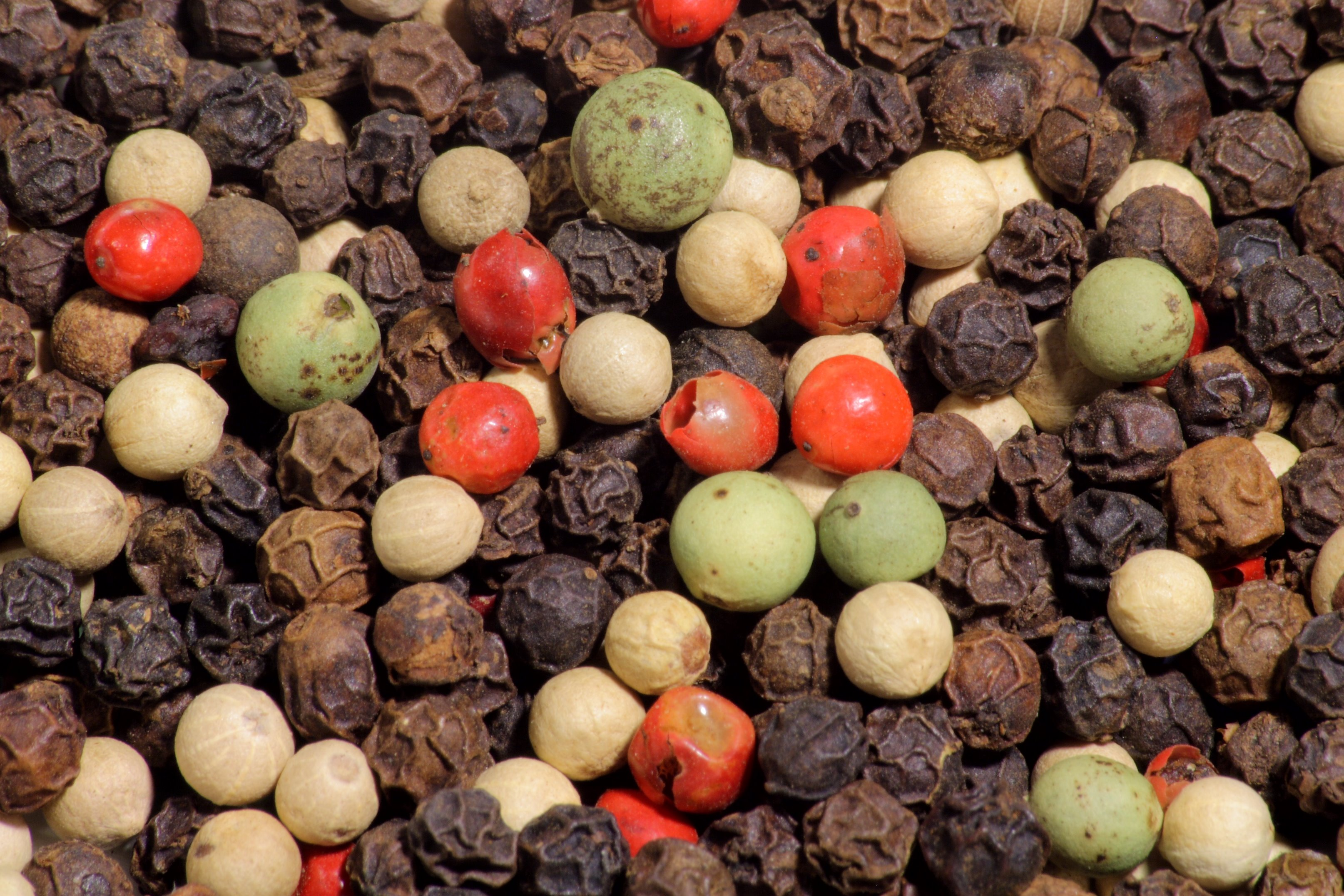
الفلفل الأسود، والأخضر، والأبيض، والوردي (فلفل برازيلي).

### الفلفل الأسود
يُنتج الفلفل الأسود من الحسلة غير الناضجة ذات اللون الأخضر لنبتة الفلفل. تُطهى الحسلات لفترة وجيزة في ماء ساخن بهدف تنظيفها وتحضيرها للتجفيف. تعمل الحرارة على تمزيق جدران الخلايا داخل الفلفل، مما يسرّع من نشاط الإنزيمات المسؤولة عن اسمرار الأطعمة أثناء التجفيف.
يمكن تجفيف الحسلات في الشمس أو باستخدام المكائن لبضعة أيام، حيث تنكمش القشرة الخارجية للثمرة وتتحول إلى طبقة رقيقة مجعدة سوداء اللون تحتوي على مادة الميلانويدين. بعد التجفيف، يُعرف المنتج بـ "حبوب الفلفل الأسود". للحصول على مسحوق الفلفل للطهي، تُسحق الحبوب المجففة، ويمكن أيضاً استخراج زيت أساسي منها.

### الفلفل الأبيض
يتكون الفلفل الأبيض من بذرة الثمرة الناضجة لنبتة الفلفل بعد إزالة القشرة الخارجية ذات اللون الداكن. يتم ذلك بعملية تُعرف بـ "التنقيع"، حيث تُنقع الثمار الناضجة الحمراء في الماء لمدة أسبوع تقريبًا حتى تصبح القشرة الخارجية ناعمة ومتفسخة، ثم تُزال بالفرك، وتُجفف البذور العارية. أحيانًا تُزال الطبقة الخارجية بطرق ميكانيكية أو كيميائية أو بيولوجية.
يُستخدم الفلفل الأبيض المطحون بشكل شائع في المأكولات الصينية، والتايلاندية، والبرتغالية. كما يُستخدم أحيانًا في السلطات والمأكولات مثل الصلصات الفاتحة اللون (كصلصة البشاميل) والبطاطا المهروسة كبديل للفلفل الأسود الذي قد يبرز لونه. ومع ذلك، يفتقر الفلفل الأبيض إلى بعض المركبات الموجودة في الطبقة الخارجية للثمرة، مما يضفي نكهة مختلفة.[بحاجة لمصدر]

### الفلفل الأخضر
الفلفل الأخضر، مثل الفلفل الأسود، يُنتج من الثمار غير الناضجة. تُجفف حبوب الفلفل الأخضر بطرق تحافظ على لونها الأخضر، مثل استخدام ثاني أكسيد الكبريت أو التعليب أو التجميد. تُحفظ الحبوب الخضراء المخللة في محلول ملحي أو خل.[بحاجة لمصدر]
تُستخدم الثمار الخضراء الطازجة غير المحفوظة في بعض المأكولات مثل المأكولات التايلاندية والتاميلية. توصف نكهتها بأنها "حارة وطازجة" مع "رائحة قوية". ومع ذلك، فإنها تفسد بسرعة إذا لم تُجفف أو تُحفظ، مما يجعلها غير مناسبة للشحن الدولي.[بحاجة لمصدر]

### حبوب الفلفل الأحمر
تتكون حبوب الفلفل الأحمر عادةً من الحسلات الناضجة المحفوظة في محلول ملحي وخل. يمكن أيضًا تجفيف الحبوب الناضجة باستخدام تقنيات تحافظ على اللون، كما هو الحال مع إنتاج الفلفل الأخضر.

### الفلفل الوردي ونباتات أخرى
حبوب الفلفل الوردي هي ثمار شجرة الفلفل البيروية (Schinus molle) أو قريبتها شجرة الفلفل البرازيلية (Schinus terebinthifolius)، وهما نباتان ينتميان إلى عائلة مختلفة (عائلة الكاجو - Anacardiaceae). نظرًا لانتمائهما إلى عائلة الكاجو، قد تسبب هذه الحبوب ردود فعل تحسسية، بما في ذلك صدمة الحساسية، للأشخاص الذين يعانون من حساسية تجاه المكسرات.
تُستخدم قشور شجرة دريمس مجلان، كبديل للفلفل في المناطق الباردة والمعتدلة من تشيلي والأرجنتين، حيث تتوفر بسهولة. في نيوزيلندا، تُستخدم بذور شجرة Piper excelsum، أحيانًا كبديل للفلفل، كما تُستخدم أوراق Pseudowintera colorata كبديل آخر للفلفل.

## الإنتاج والتجارة
| البلد                                | الإنتاج (طن) |
| ------------------------------------ | ------------ |
| فيتنام                               | 270,192      |
| البرازيل                             | 114,749      |
| إندونيسيا                            | 89,041       |
| الهند                                | 66,000       |
| سريلانكا                             | 43,557       |
| الصين                                | 33,348       |
| ماليزيا                              | 30,804       |
| العالم                               | 747,644      |
| المصدر: FAOSTAT التابع للأمم المتحدة |              |

في عام 2020، كانت فيتنام أكبر منتج ومُصدر عالمي لحبوب الفلفل الأسود، حيث بلغ إنتاجها 270,192 طنًا، ما يعادل 36% من إجمالي الإنتاج العالمي (الجدول). ومن بين المنتجين الرئيسيين الآخرين البرازيل، وإندونيسيا، والهند، وسريلانكا، والصين، وماليزيا. يتفاوت الإنتاج العالمي للفلفل سنويًا تبعًا لإدارة المحاصيل، والأمراض، والظروف الجوية. تُعد حبوب الفلفل من أكثر التوابل تداولًا في العالم، حيث تمثل 20% من إجمالي واردات التوابل.

## التاريخ
يتوطن الفلفل الأسود في جنوب آسيا وجنوب شرق آسيا، وكان معروفًا في المطبخ الهندي منذ حوالي عام 2000 قبل الميلاد.[كيف؟] يلاحظ جي. إينس ميلر أنه بينما كان يُزرع الفلفل في جنوب تايلاند وماليزيا،[متى؟] كان المصدر الأهم له هو الهند، وبالتحديد ساحل مليبار، في ما يُعرف حاليًا بولاية كيرلا. ذُكرت مدينة موزيريس المفقودة القديمة التابعة لسلالة تشيرا، المشهورة بتصدير الفلفل الأسود والعديد من التوابل الأخرى، في عدد من المصادر التاريخية الكلاسيكية لتجارة مع الإمبراطورية الرومانية، ومصر، وبلاد ما بين النهرين، وبلاد الشام، واليمن. كانت حبوب الفلفل سلعة ثمينة جدًا، وغالبًا ما كانت تُسمى "الذهب الأسود" واستخدمت كشكل من أشكال العملة السلعية. وما زال إرث هذه التجارة موجودًا في بعض الأنظمة القانونية الغربية التي تعترف بمصطلح "إيجار حبة الفلفل" كدفع رمزي لشيء يُعتبر في الأساس هدية.
غالبًا ما يرتبط تاريخ الفلفل الأسود القديم بتاريخ الفلفل الطويل، وهو ثمرة جافة لنبات Piper longum المرتبط ارتباطًا وثيقًا. كان الرومان يعرفون كلا النوعين وغالبًا ما أشاروا إلى أي منهما باسم "بيبر". في الواقع، لم يتراجع استخدام الفلفل الطويل تمامًا حتى اكتشاف العالم الجديد والفلفل الحار. كان الفلفل الحار - وبعض أنواعه، أسهل في الزراعة في مجموعة متنوعة من المواقع الأقرب إلى أوروبا. قبل القرن السادس عشر، كان الفلفل يُزرع في جاوة، وسوندا، وسومطرة، ومدغشقر، وماليزيا، وفي جميع أنحاء جنوب شرق آسيا. كانت هذه المناطق تتاجر بشكل رئيسي مع الصين أو تستخدم الفلفل محليًا. كانت الموانئ في منطقة مليبار أيضًا بمثابة نقطة توقف لمعظم تجارة التوابل الأخرى من أبعد شرق المحيط الهندي. جزر مالوكو، المعروفة تاريخيًا بـ "جزر التوابل"، هي منطقة في إندونيسيا معروفة بإنتاج جوزة الطيب، والقرنفل، والفلفل، وكانت مصدرًا رئيسيًا لهذه التوابل في العالم. أثار وجود هذه التوابل في جزر مالوكو اهتمام الأوروبيين بشرائها مباشرة في القرن السادس عشر.

### العصور القديمة
عُثر على حبوب الفلفل الأسود محشوة في فتحتي أنف رمسيس الثاني، ووُضعت هناك كجزء من طقوس التحنيط بعد وفاته مباشرة في عام 1213 قبل الميلاد. لا يُعرف الكثير عن استخدام الفلفل في مصر القديمة وكيف وصل إلى نهر النيل من ساحل مليبار في جنوب آسيا. [بحاجة لمصدر]

طريق تجاري من العصر الروماني يمتد من الهند إلى إيطاليا

كان الفلفل (بما في ذلك الفلفل الطويل والفلفل الأسود) معروفًا في اليونان على الأقل في القرن الرابع قبل الميلاد، على الرغم من أنه كان على الأرجح سلعةً نادرةً ومكلفةً لا يستطيع شراءها سوى الأغنياء. [بحاجة لمصدر]
بحلول زمن الإمبراطورية الرومانية المبكرة، وخاصة بعد غزو روما لمصر في عام 30 قبل الميلاد، أصبح عبور المحيط الهندي مباشرة إلى ساحل مليبار في جنوب الهند تحت حكم سلالة تشيرا أمرًا روتينيًا تقريبًا. نُقلت تفاصيل هذه التجارة عبر المحيط الهندي في "الطواف حول البحر الإرتري". وفقًا للجغرافي اليوناني إسطرابون، كانت الإمبراطورية الرومانية ترسل أسطولًا من حوالي 120 سفينة في رحلة سنوية ذهاباً وإياباً إلى الهند. كان الأسطول ينسق رحلاته عبر البحر العربي للاستفادة من الرياح الموسمية. وعند العودة من الهند، كانت السفن تسافر عبر البحر الأحمر، حيث تُنقل البضائع براً أو من عبر قناة سيزوستريس إلى نهر النيل، ثم تُنقل إلى الإسكندرية، ومن هناك تُشحن إلى إيطاليا وروما. وكانت الحدود الجغرافية العامة لهذا الطريق التجاري هي التي ستهيمن على تجارة الفلفل إلى أوروبا لمدة ألف وخمسمائة سنة قادمة. [بحاجة لمصدر]
مع الإبحار المباشر إلى ساحل مليبار، أصبح الفلفل الأسود من مليبار يسلك الآن طريق تجارة أقصر من الفلفل الطويل، وانعكست الأسعار على ذلك. يخبرنا بليني الأكبر في كتابه التاريخ الطبيعي بأسعار الفلفل في روما حوالي عام 77 ميلادي: "الفلفل الطويل ... ثمنه 15 ديناريوس لكل رطل، بينما ثمن الفلفل الأبيض سبعة، والفلفل الأسود أربعة." كما يشكو بليني قائلاً: "لا يمر عام لا تستنزف فيه الهند 50 مليون سيسترتيوس من الإمبراطورية الرومانية"، ثم يضيف ملاحظات أخلاقية حول الفلفل.
من المدهش للغاية أن استخدام الفلفل قد أصبح شائعًا بهذا الشكل، مع أنه في المواد الأخرى التي نستخدمها، يجذبنا أحيانًا طعمها الحلو، وأحيانًا مظهرها. أما الفلفل، فلا يمتلك شيئًا يمكن أن يُعد ميزةً سواء كفاكهة أو كحبة، بل إن جودته المرغوبة الوحيدة تكمن في حدّته. ومع ذلك، نستورده من الهند لهذا السبب فقط! من كان أول من جرّب استخدامه كعنصر غذائي؟ وأتساءل، من هو ذلك الشخص الذي لم يكتفِ بأن يُهيئ نفسه للجوع فقط لإشباع شهيته المفرطة؟— بلينيوس, كتاب التاريخ الطبيعي 12.14
لا يذكر بليني ما إذا كانت الـ 50 مليون سيسترتيوس هي المبلغ الفعلي من المال الذي وصل إلى الهند أو التكلفة الإجمالية للتجارة في روما، وفي مكان آخر يذكر مبلغ 100 مليون سيسترتيوس.
كان الفلفل الأسود معروفًا وواسع الانتشار، وإن كان مكلفًا، كتوابل في الإمبراطورية الرومانية. في كتاب أبيشيوس، وهو كتاب طبخ من القرن الثالث يُعتقد أنه يعتمد جزئيًا على كتاب من القرن الأول الميلادي، يُدرج الفلفل في غالبية وصفاته. كتب إدوارد جيبون في كتابه تاريخ ضعف وسقوط الإمبراطورية الرومانية أن الفلفل كان "مكونًا مفضلًا في أطباق الطهي الروماني الفاخرة".

### أوروبا ما بعد العصور الكلاسيكية
كانت قيمة الفلفل كبيرة لدرجة أنه كان يُستخدم في كثير من الأحيان كضمان إضافي أو حتى كعملة. وانتقل طعم الفلفل (أو تقدير قيمته النقدية) إلى أولئك الذين شاهدوا سقوط روما. فقد طلب ألاريك، ملك القوط الغربيين، 3,000 رطل من الفلفل كجزء من الفدية التي طالب بها من روما عندما حاصر المدينة في القرن الخامس الميلادي. بعد سقوط روما، تولى آخرون أجزاء التجارة المتوسطة للبهارات، أولاً الفرس ثم العرب؛ ويستشهد إنيس ميلر بحساب كوسماس إنديكوبليوتس، الذي سافر شرقًا إلى الهند، كدليل على أن "الفلفل كان لا يزال يُصدر من الهند في القرن السادس الميلادي". بحلول نهاية العصور الوسطى المبكرة، كانت الأجزاء المركزية من تجارة البهارات تحت السيطرة الإسلامية. وبمجرد وصول البهارات إلى البحر الأبيض المتوسط، كانت التجارة غالبًا ما تحتكرها القوى الإيطالية، خاصة فينيسيا وجنوة. وكانت نهضة هذه المدن الدولة مدعومة إلى حد كبير من تجارة البهارات. [بحاجة لمصدر]
يُعتقد بشكل شائع أنه خلال العصور الوسطى، كان الفلفل يُستخدم في كثير من الأحيان لإخفاء طعم اللحوم الفاسدة جزئيًا. ولكن لا يوجد دليل يدعم هذا الادعاء، ويعتبره المؤرخون غير محتمل للغاية؛ ففي العصور الوسطى كان الفلفل منتجًا فاخرًا لا يمكن تحمله إلا من قبل الأغنياء، الذين كانوا يمتلكون بالتأكيد لحومًا غير فاسدة أيضًا. بالإضافة إلى ذلك، كان الناس في ذلك الوقت يعرفون بالتأكيد أن تناول الطعام الفاسد يسبب لهم المرض. وبالمثل، فإن الاعتقاد بأن الفلفل كان يُستخدم على نطاق واسع كمادة حافظة محل شك؛ فمن الصحيح أن البيبيرين له بعض الخصائص المضادة للميكروبات، ولكن بتراكيز الفلفل المستخدمة كتوابل، فإن التأثير يكون ضئيلًا. يُعد الملح مادة حافظة أكثر فعالية، وكانت اللحوم المملحة شائعة، خاصة في الشتاء. ومع ذلك، لعب الفلفل وغيره من التوابل دورًا مؤكداً في تحسين طعم اللحوم المحفوظة لفترة طويلة. [بحاجة لمصدر]
تأتي الأدلة الأثرية لاستهلاك الفلفل في شمال أوروبا في العصور الوسطى المتأخرة من الحفريات التي أجريت على السفينة الدنماركية-النرويجية غريبشوندن (Gribshunden)، التي غرقت في صيف عام 1495. في عام 2021، استعاد علماء الآثار أكثر من 2000 حبة فلفل من حطام السفينة، جنبًا إلى جنب مع مجموعة من التوابل والمواد الغذائية الغريبة الأخرى بما في ذلك القرنفل، والزنجبيل، والزعفران، واللوز. كانت السفينة تحمل الملك هانس في طريقه إلى قمة سياسية في وقت غرقها. ومن المحتمل أن التوابل كانت مخصصة للولائم في القمة، التي كانت ستشمل مجالس الدولة الدنماركية، والنرويجية، والسويدية.

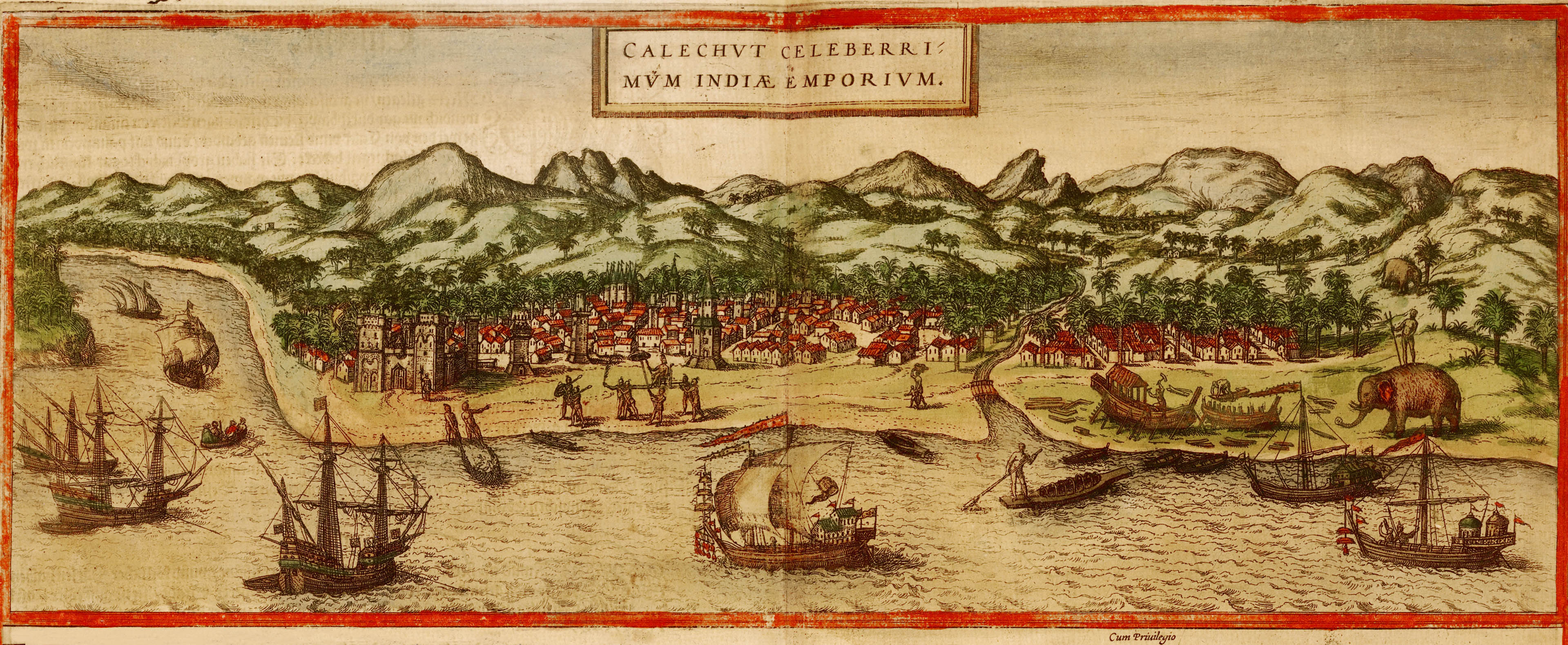
صورة لمدينة قاليقوط، كيرلا، الهند، نُشرت عام 1572 خلال سيطرة البرتغال على تجارة الفلفل.

كان سعر الفلفل الباهظ خلال العصور الوسطى - واحتكار التجارة الذي كانت تهيمن عليه مدينة البندقية - أحد الدوافع التي جعلت البرتغاليين يسعون إلى إيجاد طريق بحري إلى الهند. في عام 1498، أصبح فاسكو دا غاما أول شخص يصل إلى الهند عن طريق الإبحار حول إفريقيا (انظر عصر الاستكشاف)؛ وعندما سأل العرب في قاليقوط (الذين كانوا يتحدثون الإسبانية والإيطالية) ممثلهم عن سبب قدومهم، أجاب قائلاً: "نحن نبحث عن المسيحيين والتوابل". على الرغم من أن هذه الرحلة الأولى إلى الهند عبر الطرف الجنوبي لإفريقيا كانت ناجحة بشكل متوسط، إلا أن البرتغاليين عادوا بسرعة بأعداد أكبر، وسيطروا في النهاية على معظم التجارة في بحر العرب. منحت معاهدة توردسيلاس لعام 1494 البرتغال حقوقًا حصرية لنصف العالم الذي نشأ فيه الفلفل الأسود.
ومع ذلك، سيطر البرتغاليون على تجارة التوابل لمدة 150 عامًا. أصبحت البرتغالية لغة التواصل بين الأمم في ذلك الوقت. جعلت تجارة التوابل البرتغال غنية. ومع ذلك، في القرن السابع عشر، فقد البرتغاليون معظم تجارتهم القيمة في المحيط الهندي لصالح الهولنديين والإنجليز، الذين استغلوا الحكم الإسباني على البرتغال خلال الاتحاد الإيبيري (1580–1640)، واحتلوا بالقوة تقريبًا جميع المصالح البرتغالية في المنطقة. بدأت موانئ الفلفل في مالابار في تجارة متزايدة مع الهولنديين في الفترة من 1661 إلى 1663.
مع زيادة إمدادات الفلفل إلى أوروبا، انخفض سعر الفلفل (على الرغم من أن القيمة الإجمالية للتجارة في الواردات لم تنخفض عمومًا). بدأ الفلفل، الذي كان في العصور الوسطى المبكرة منتجًا حصريًا للأغنياء، يصبح متاحاً بشكلٍ للأشخاص ذوي الدخل المتوسط للأستخدام اليومي. اليوم، يُمثل الفلفل خُمسَ تجارة التوابل في العالم.

### الصين
من المحتمل أن الفلفل الأسود كان معروفًا في الصين في القرن الثاني قبل الميلاد، إذا كانت التقارير الشعرية بشأن مستكشف يُدعى تانغ منغ (唐蒙) صحيحة. حيث أرسله الإمبراطور وو إلى ما يُعرف الآن بجنوب غرب الصين، ويقال إنه عثر على شيء يُسمى "جوجيانغ" أو "صلصة بيتيل". قيل له إن هذه الصلصة تأتي من أسواق شو، وهي منطقة في ما يُعرف الآن بمقاطعة سيتشوان. الرأي التقليدي بين المؤرخين هو أن "صلصة بيتيل" هي صلصة مصنوعة من أوراق التنبول، لكن هناك حجج تدعي أنها تشير في الواقع إلى الفلفل، سواء كان فلفل طويل أو فلفل أسود.
في القرن الثالث الميلادي، ظهر الفلفل الأسود لأول مرة بشكل مؤكد في النصوص الصينية، تحت اسم "هوجياو" أو "الفلفل الأجنبي". ويبدو أنه لم يكن معروفًا على نطاق واسع في ذلك الوقت، حيث لم يظهر في عمل من القرن الرابع يصف مجموعة واسعة من التوابل القادمة من خارج حدود الصين الجنوبية، بما في ذلك الفلفل الطويل. ومع ذلك، بحلول القرن الثاني عشر، أصبح الفلفل الأسود عنصرًا شائعًا في المطبخ لدى الأثرياء واأصحاب القوة، وأحيانًا كان يحل محل فلفل سيتشوان صيني الأصل. [بحاجة لمصدر]
يشهد ماركو بولو بشعبية الفلفل في الصين في القرن الثالث عشر، عندما يروي ما يُقال له عن استهلاكه في مدينة كينساي (هانغتشو): "... سمع المسيو ماركو من أحد موظفي الجمارك في بلاط الخان الكبير أن كمية الفلفل التي تُدخل يوميًا للاستهلاك إلى مدينة كينساي كانت تصل إلى 43 حمولة، كل حاملة تعادل 223 رطلاً."
خلال رحلات الكنز خلال حكم سلالة مينغ في أوائل القرن الخامس عشر، عاد الأميرال تشنغ هي وأساطيله الاستكشافية مع كمية كبيرة من الفلفل الأسود لدرجة أن هذه السلعة الفاخرة التي كانت غالية الثمن أصبحت سلعة شائعة.

## الطب التقليدي والمركبات النباتية والبحوث
مثل العديد من التوابل الشرقية، كان الفلفل تاريخيًا يستخدم كنوعا من التوابل وفي الطب التقليدي. كان يُعتقد أن الفلفل الأسود (أو ربما الفلفل الطويل) يعالج العديد من الأمراض، مثل الإمساك، والأرق، والخراجات، والحروق الشمسية، وآلام الأسنان، وغيرها.
يحتوي الفلفل على مركبات نباتية ، بما في ذلك الأميدات، والبيبيريدينات، والبيروليدينات.
يُعرف الفلفل بتسببه في العطاس، وتقول بعض المصادر إن مادة البيبيرين الموجودة في الفلفل الأسود تسبب تهيجًا في الأنف مما يؤدي إلى العطاس. لم تُجرَ العديد من الدراسات المُتحكم بها للإجابة على هذا السؤال.

### التغذية
تحتوي ملعقة طعام واحدة (6 غرامات) من الفلفل الأسود المطحون على كميات معتدلة من فيتامين ك (13% من الكمية الغذائية اليومية المرجعية)، والحديد (10% من الكمية الغذائية اليومية المرجعية)، والمنغنيز (18% من الكمية الغذائية اليومية المرجعية)، مع كميات ضئيلة من العناصر الغذائية الأساسية الأخرى، والبروتين، والألياف الغذائية.

## النكهة

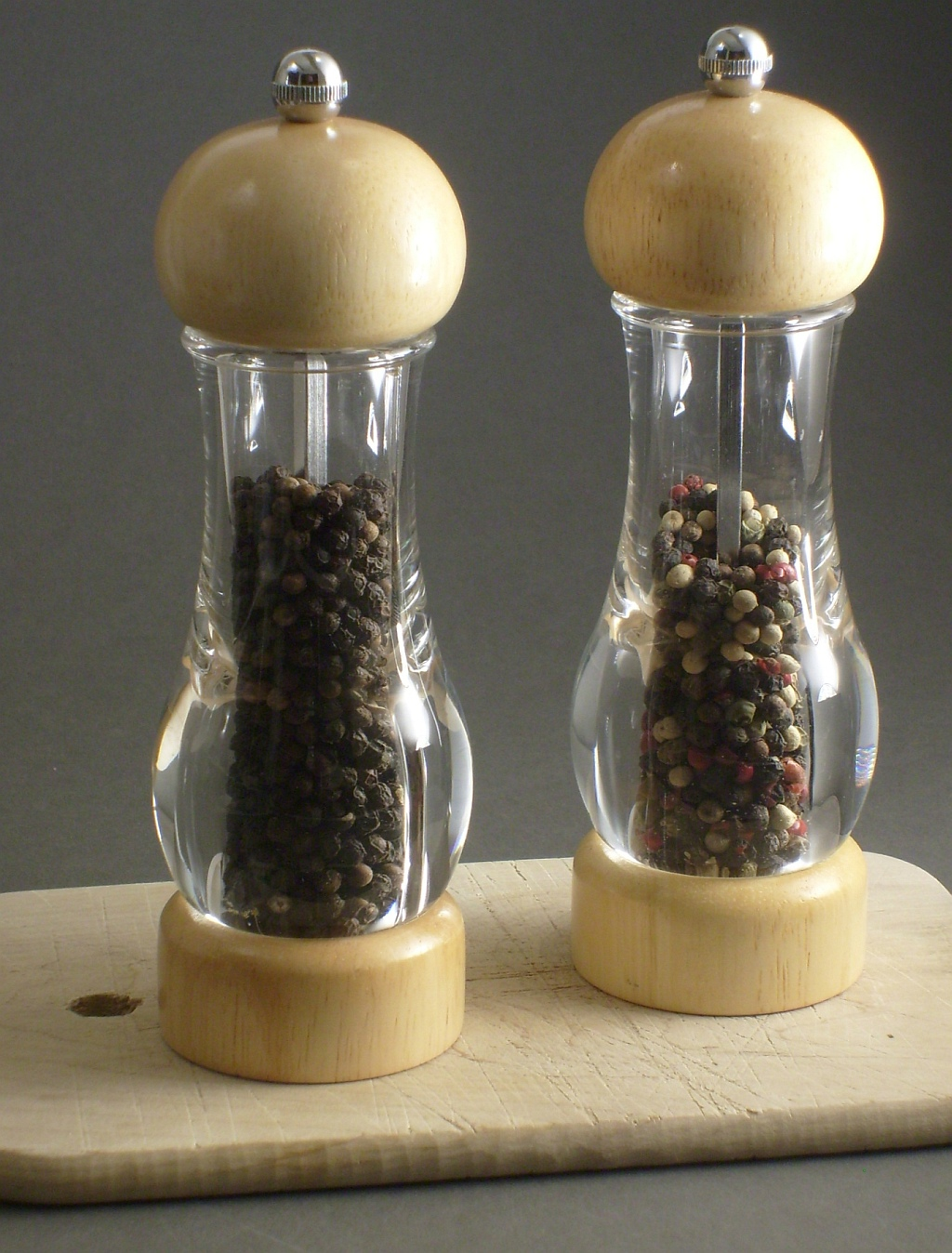
مطاحن فلفل محمولة مع حبوب الفلفل الأسود (يسار) والمختلط (يمين).

تُستمد الحرارة للفلفل بشكل أساسي من البيبيرين الموجود في الثمرة الخارجية والبذرة. يحتوي الفلفل الأسود على ما بين 4.6% و9.7% من البيبيرين بالوزن، بينما يحتوي الفلفل الأبيض على نسبة أعلى قليلاً من ذلك. البيبيرين المُصفى، من حيث الوزن، يكون أكثر حرارة بحوالي واحد في المئة من الكابسيسين الموجود في الفلفل الحار. الطبقة الخارجية للثمرة، التي تُترك في الفلفل الأسود، تحتوي أيضًا على مركبات عطرية مثل التربينات، بما في ذلك الجيرماكرين (11%)، الليمونين (10%)، البينين (10%)، ألفا-فيلاندرين (9%)، وبيتا-كاريوفيلين (7%)،  والتي تعطي لمحات من الروائح الحمضية، والخشبية، والزهرية. وتغيب هذه الروائح إلى حد كبير في الفلفل الأبيض، حيث أن التخمير والمعالجة الأخرى تزيل الطبقة الخارجية (التي تحتوي أيضًا على بعض البيبيرين الحار). كما تتطور نكهات أخرى شائعة خلال هذه العملية، بعضها يُوصف بنكهات غير مرغوب فيها عندما تكون بتركيزات عالية: بشكل أساسي 3-ميثيليندول (رائحة مثل روث الخنازير)، 4-ميثيلفينول (رائحة روث الخيول)، 3-ميثيلفينول (رائحة فينولية)، وحمض البيوتيريك (رائحة الجبن).
يفقد الفلفل نكهته وعطره بالتبخر، لذا فإن تخزينه في أوعية محكمة يساعد على الحفاظ على حيويته لفترة أطول. كما يمكن أن يفقد الفلفل نكهته عند تعرضه للضوء، الذي يمكن أن يحول البيبيرين إلى إيزوشافيسين بدون طعم. عند طحن الفلفل، يمكن أن يتبخر عطره بسرعة؛ لذلك توصي معظم الوصفات من خبراء الطهي بطحن حبوب الفلفل كاملة قبل الاستخدام مباشرة لهذا السبب. تُستخدم مطاحن الفلفل اليدوية التي تطحن أو تكسر حبوب الفلفل الكاملة ميكانيكيًا. عُثر على مطاحن التوابل مثل مطاحن الفلفل في المطابخ الأوروبية منذ القرن الرابع عشر، لكن الهاون والمدقة التي كانت تستخدم سابقًا لطحن الفلفل بقيت طريقة شائعة لعدة قرون أيضًا.

## معرض الصور

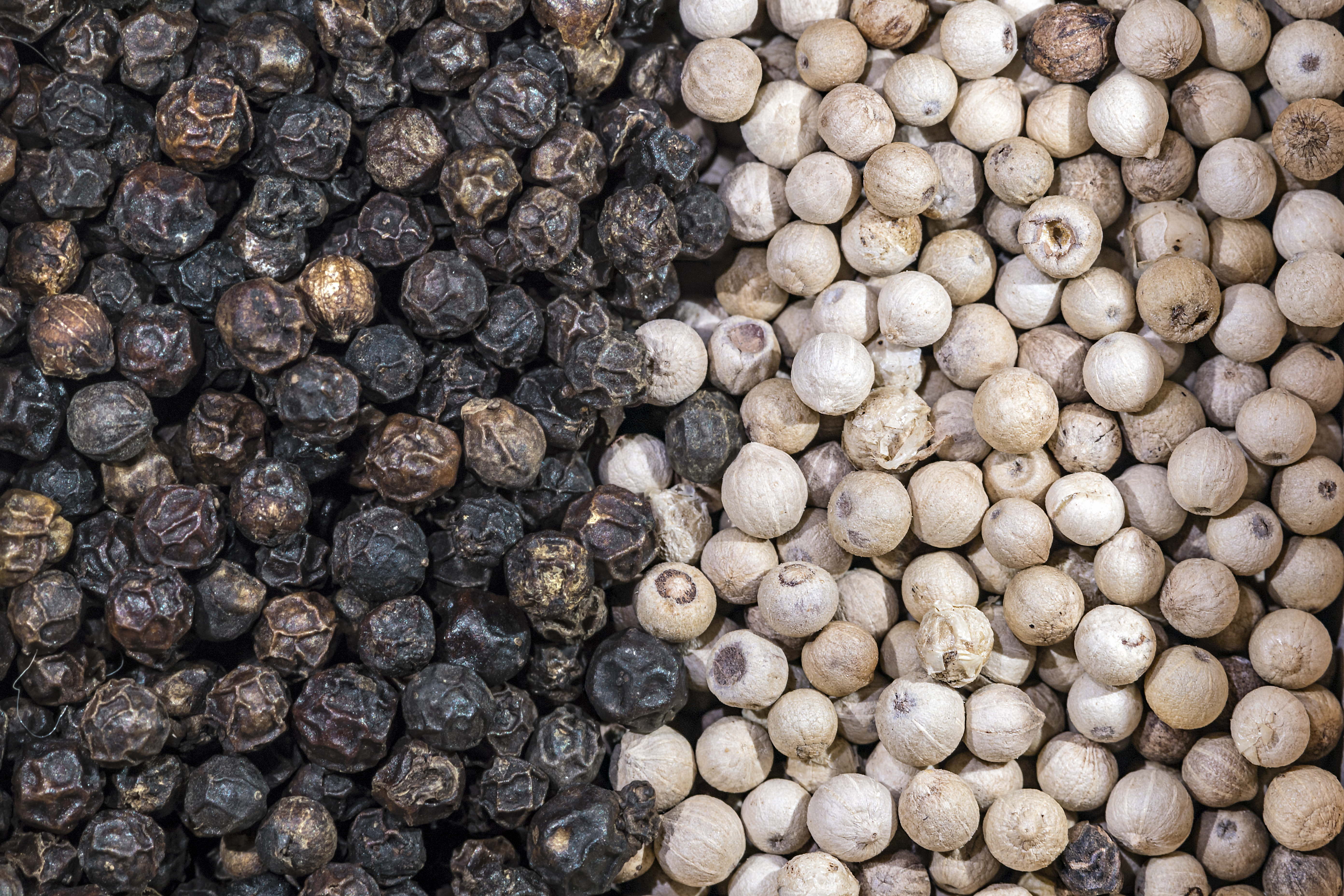
فلفل أسود وأبيض
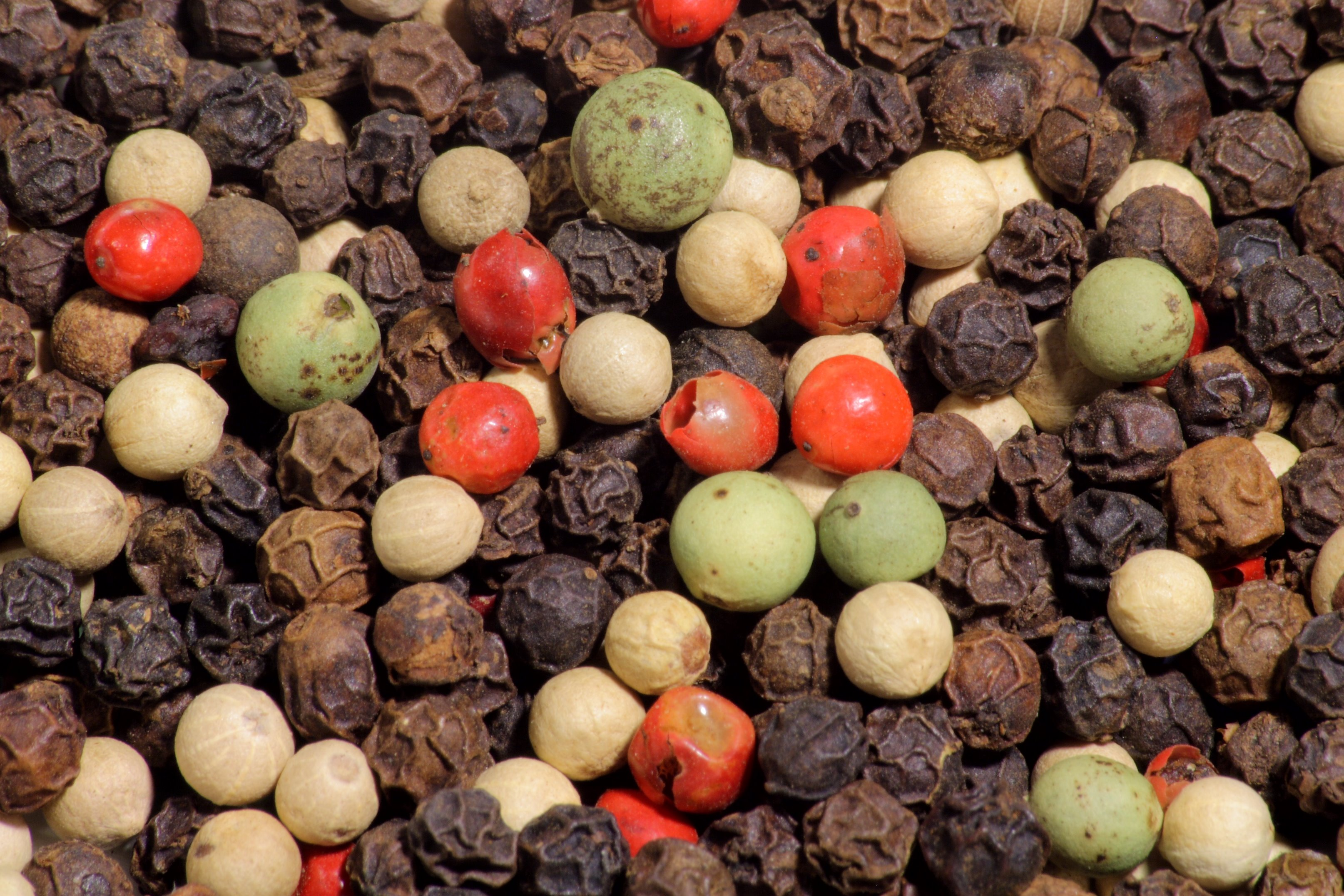
فلفل أسود وأخضر وبرتقالي وأبيض
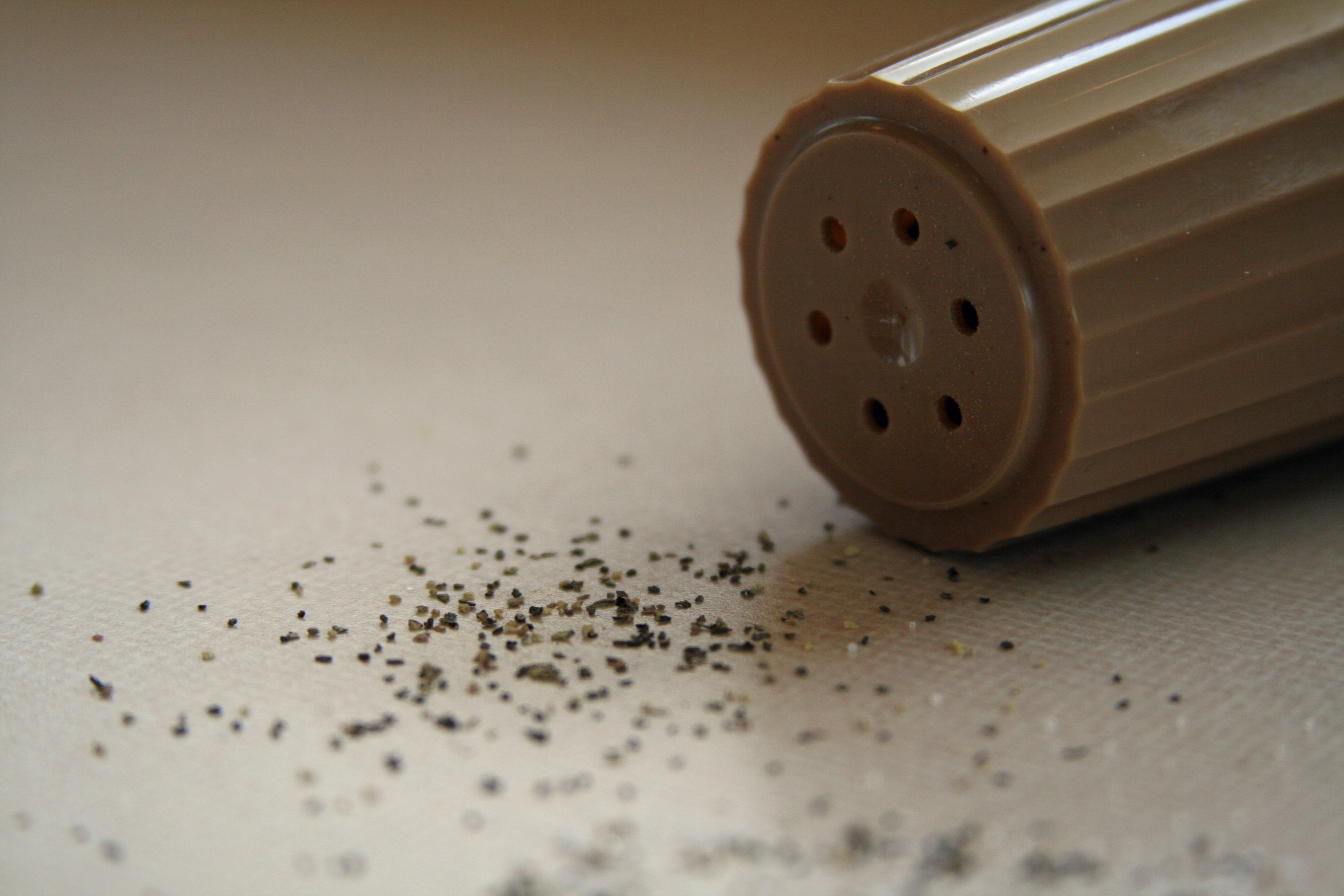
فلفل أسود مطحون مع مرشة فلفل
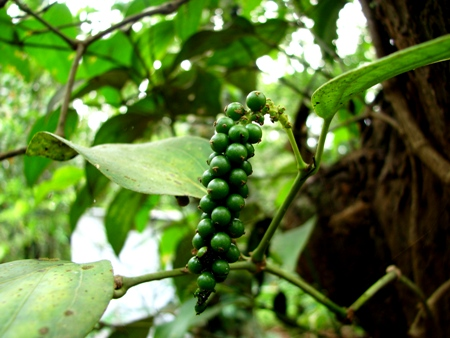
فلفل قبل النضوج
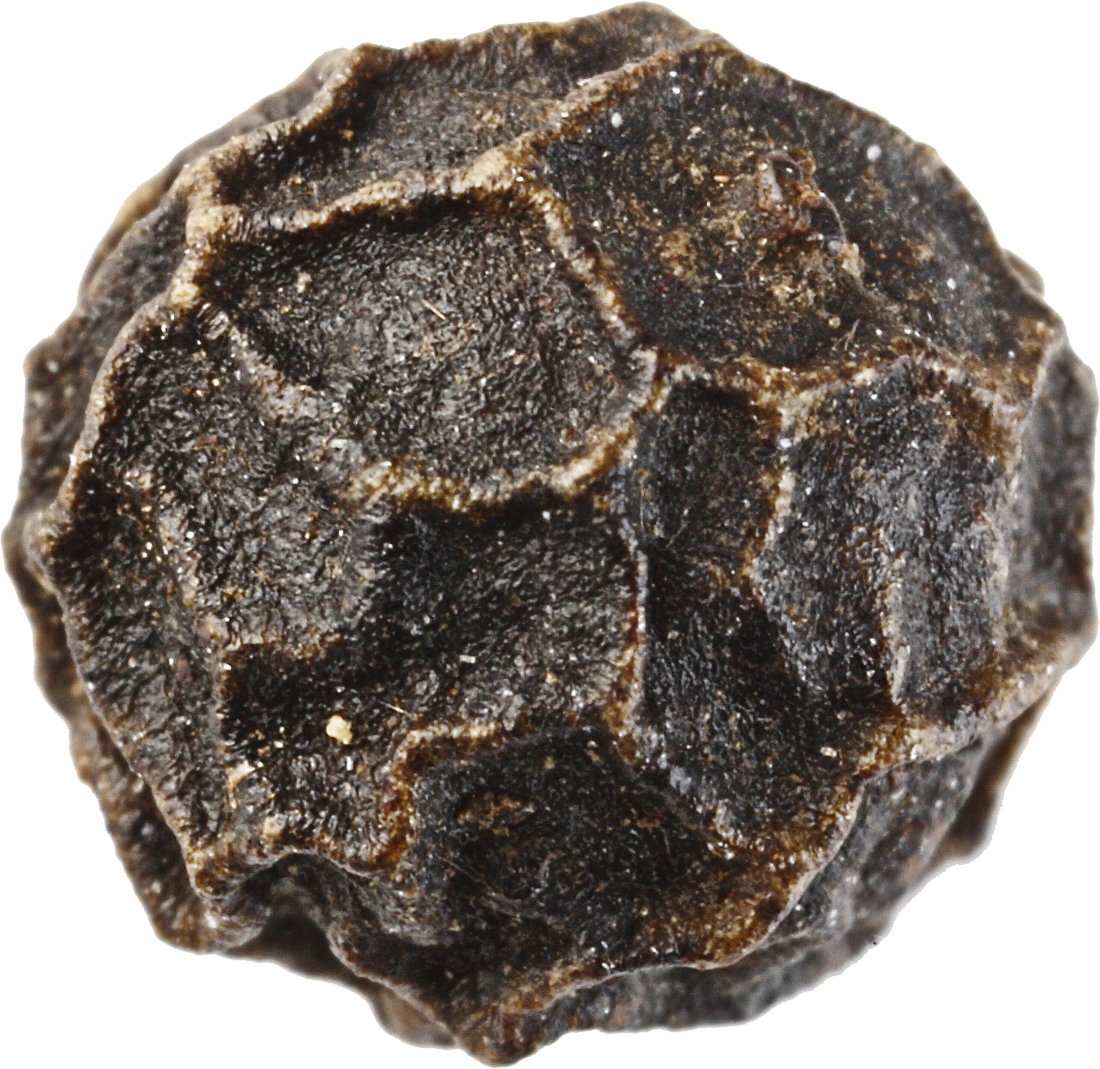
صورة مقربة لحبة فلفل
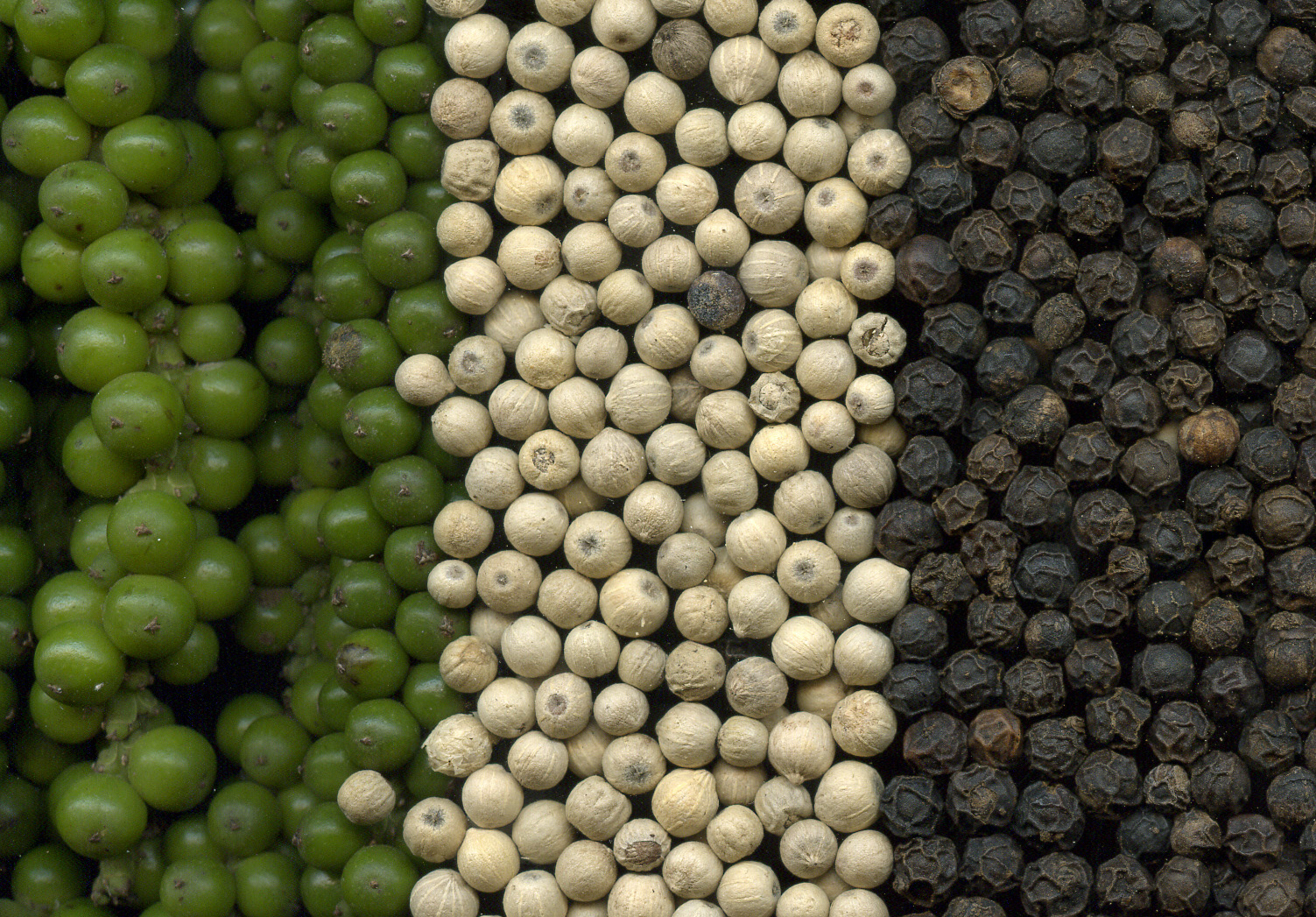
الفلفل الأكحل والبيض والأخضر
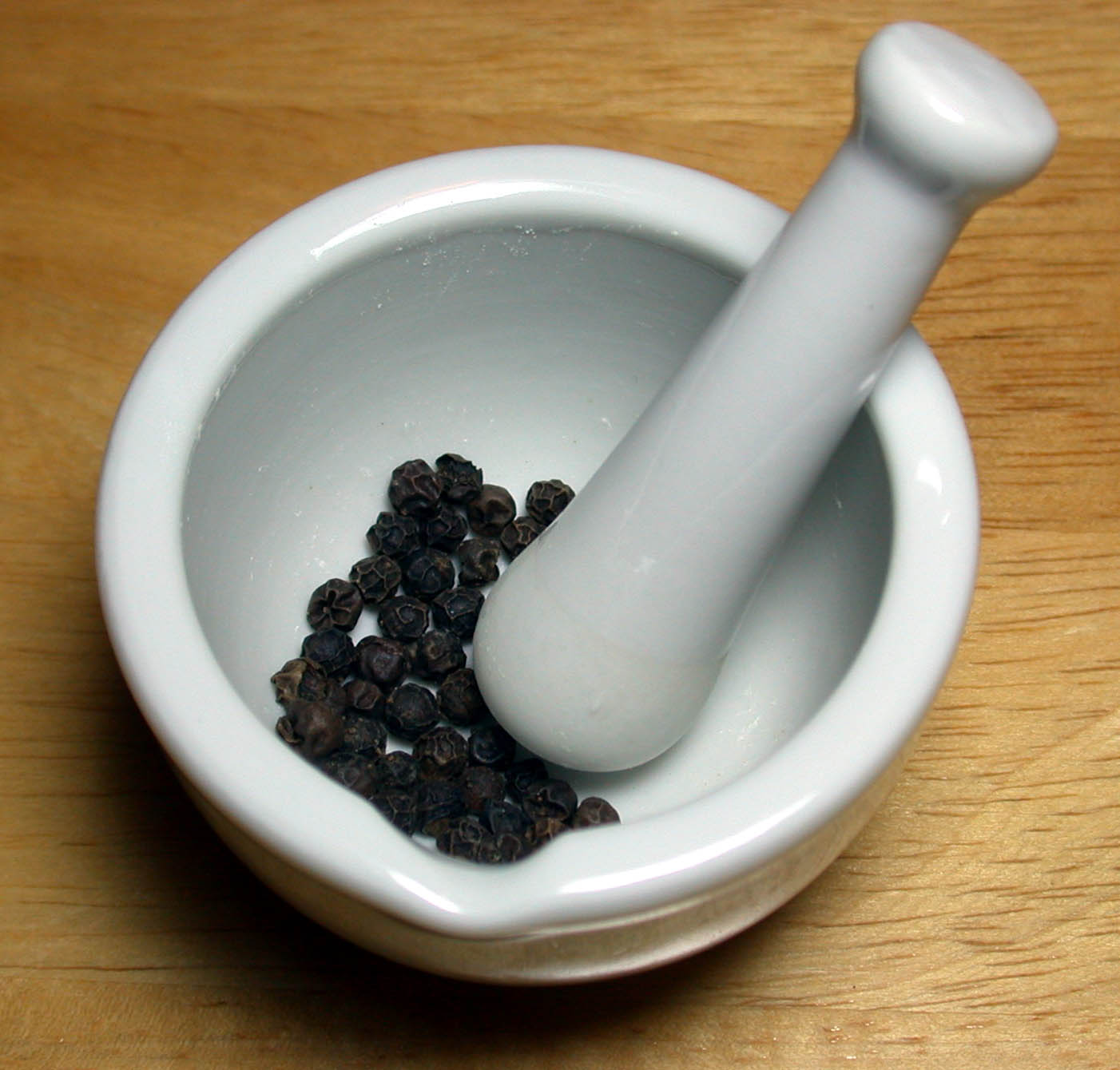
فلفل أكحل

## وصلات خارجية
- الفوائد الغذائية للفلفل الأسود (بالإنجليزية)